# Caseta de camp (Freginals)
La Caseta de camp és una obra de Freginals (Montsià) inclosa a l'Inventari del Patrimoni Arquitectònic de Catalunya.

## Descripció
Caseta de camp construïda murs de maçoneria i coberta de rajola. A l'interior de la casa el pagès organitzava l'estada temporera... A la part baixa s'hi disposa d'una zona per estar i fer el menjar, darrera la porta i sota del tronat es reserva la zona per al corral. El tronat serà la cambra-dormitori.